# Троицкий, Николай Александрович (1903)
Николай Александрович Троицкий (псевдонимы: Норман (1930—1943), Нарейкис (1943—1945), Борис Яковлев (1945—1958); 20 апреля 1903, Вешкайма, Симбирская губерния — 10 мая 2011, США) — русский инженер-строитель, архитектор, политический деятель, прозаик, библиотекарь, капитан Русской освободительной армии, один из составителей «Пражского манифеста».

## Биография
Родился 20 марта 1903 года в семье дьякона Александра Федоровича Троицкого (1864—1939) и его жены Марии Флегонтовны Капраловой (1868—1938).
После окончания сельской школы, в 1913 году поступил в Симбирское духовное училище. После его окончания, с 1919 по 1921 год учится в школе второй ступени в уездном городе Корсун.
В 1921 году поступает в Симбирские политехнические курсы, после окончания которых работал инженером-строителем сначала в Ростове-на-Дону и Краснодаре, а с 1924 по 1930 год — в Богородске под Москвой.
С 1930 по 1932 год учился в Московском архитектурном институте и работает в одном из строительных трестов. С 1933 года руководил лабораторией цветовосприятия, организовал и возглавил научно-исследовательскую секцию проектирования театров, клубов и школ при Наркомпросе, одновременно исполняя обязанности ученого секретаря Московского архитектурного общества. С 1935 года работает заместителем учёного секретаря Академии архитектуры СССР, занимался организацией отделения теории и истории архитектуры.
В апреле 1938 года был арестован по обвинению в «контрреволюционной деятельности». Содержался на Лубянке и в московских тюрьмах, предъявленных ему обвинений не признал. После смены наркома Н. И. Ежова на Л. П. Берию был оправдан на суде военного трибунала и освобождён в августе 1939 г.

### Вторая мировая война
С началом Великой Отечественной войны уходит добровольцем на фронт в составе 13-й Ростокинской дивизии народного ополчения. В октябре 1941 года попал в плен под Вязьмой. Полтора года провел в лагере военнопленных «Боровуха-1» под Полоцком.
В 1943 году вступил в РОА. Руководил газетой «За Родину». Работал в газете «Доброволец». Участвовал в составлении Пражского манифеста КОНР. В апреле 1945 году откомандировывается в качестве представителя КОНРа в 1-ю дивизию РОА. Назначается на должность начальника отдела пропаганды. Был произведен в капитаны.

### Общественная и литературная деятельность
После окончания Второй мировой жил в Мюнхене в американской зоне оккупации Германии по югославским документам на имя Бориса Северовича Яковлева. Избирался председателем Совета Союза борьбы за освобождение народов России (СБОНР). Возглавлял Институт по изучению истории и культуры СССР в Мюнхене. Издавал и редактировал журнал (альманах) «Литературный современник».

### В Америке
В 1955 году переехал в США. Работал уборщиком в больнице.
В 1956 году поступил в Колумбийский университет на библиотечный факультет.
Получив диплом библиотекаря, в течение нескольких лет работал сначала библиографом, а затем хранителем славянского отдела библиотеки Корнеллского университета в Итаке (штат Нью-Йорк).
Состоял членом Конгресса русских американцев. Автор воспоминаний.
В 1994—1997 годах передал ценные архивные материалы из своей коллекции в ГАРФ.

## Сочинения
- Концентрационные лагеря СССР. — Мюнхен, Мюнхенский институт по изучению истории и культуры СССР, 1951.
- Земля и люди : новеллы. — Мадрид : Издание автора, 1972.
- Идёт человек… Новеллы. — Мюнхен : Издание автора, 1972.
- Круг : Новеллы : Книга третья. — Мадрид : Издание автора, 1973.
- Слово : Новеллы : Книга четвёртая. — Мадрид : Издание автора, 1975.
- Новеллы. — Сан-Франциско, 1983.
- Ты, моё столетие…
- Б. Л. Пастернак. 1890—1960. Библиография. — Нью-Йорк , 1969